# Force d'Abraham-Lorentz
 (juillet 2017).
Si vous disposez d'ouvrages ou d'articles de référence ou si vous connaissez des sites web de qualité traitant du thème abordé ici, merci de compléter l'article en donnant les références utiles à sa vérifiabilité et en les liant à la section « Notes et références ».
En électromagnétisme, la force d'Abraham-Lorentz est la force à laquelle est soumis un objet chargé électriquement en raison du champ électromagnétique qu'il crée par son déplacement. Pour cette raison, on parle aussi de force de réaction au rayonnement. La force d'Abraham-Lorentz peut être calculée précisément dans le cadre de la relativité restreinte. Cependant, elle fait apparaître de façon inattendue un certain nombre de paradoxes apparents qui révèlent en fait l'existence d'une limite au champ d'application des lois de l'électromagnétisme classique, notamment au niveau de la petitesse des échelles de longueur où on peut l'utiliser.
La solution aux paradoxes posés par l'existence de la force d'Abraham-Lorentz viendra d'un cadre théorique radicalement différent de celui de la mécanique classique (qui jusque-là avait servi de base pour le développement de toutes les théories physiques), à savoir la mécanique quantique, qui va entre autres redéfinir le concept de particule élémentaire en le dissociant de son aspect ponctuel, et va définir une nouvelle échelle de longueur, la longueur d'onde de Compton, qui est la limitation fondamentale à la mesure de la position ou de la taille d'une particule, tenant compte de la mécanique quantique et de la relativité restreinte.

## Formule
En utilisant les notations de la relativité restreinte, la force d'Abraham-Lorentz s'écrit, sous la forme d'un quadrivecteur donné par
{\displaystyle f^{a}={\frac {2}{3}}{\frac {q^{2}}{4\pi \epsilon _{0}}}{\frac {1}{c^{3}}}\left({\ddot {u}}^{a}+(a^{b}a_{b})u^{a}\right)},
où q est la charge électrique de l'objet, c la vitesse de la lumière, ε0 la permittivité du vide, ua la quadrivitesse et ab la quadriaccélération. 
En termes de vecteur tridimensionnel usuel, la force d'Abraham-Lorentz s'écrit
{\displaystyle {\mathbf {f} }={\frac {2}{3}}{\frac {q^{2}}{4\pi \epsilon _{0}}}{\frac {1}{c^{5}}}\left(c^{2}{\ddot {\mathbf {v} }}-|{\mathbf {a} }|^{2}{\mathbf {v} }\right)}.

## Dérivation
La force d'Abraham-Lorentz ne peut être déterminée que dans le cadre de la relativité restreinte, en imposant que la force de réaction au rayonnement donne d'une part la formule de Larmor, qui indique la quantité d'énergie rayonnée sous forme de rayonnement électromagnétique du fait du mouvement de l'objet, et d'autre part qui satisfasse aux contraintes imposées par la relativité restreinte. C'est dans ce cadre que l'on trouve dans un premier temps la formule relativiste faisant intervenir les quadri-vecteurs, et que l'on en extrait la composante tridimensionnelle qui suit. 

## Induction de paradoxes
Plusieurs paradoxes sont associés à la force d'Abraham-Lorentz. En particulier, elle fait apparaître des phénomènes qui semblent violer la causalité. En effet, la force d'Abraham-Lorentz fait apparaître un temps caractéristique, τ0, donné par
{\displaystyle \tau _{0}={\frac {2}{3}}{\frac {q^{2}}{4\pi \epsilon _{0}}}{\frac {1}{mc^{3}}}},
où m est la masse de l'objet. Ce temps est extrêmement court : même pour un électron, il est de l'ordre de 6×10-24 seconde. C'est à cette (courte) échelle de temps qu'apparaissent ces problèmes de causalité. En effet, si l'on omet le terme dissipatif de la force d'Abraham-Lorentz, l'équation du mouvement de l'objet considéré sous l'action d'une force externe de nature indéterminée Fext s'écrit
{\displaystyle m{\dot {\mathbf {v} }}={\mathbf {F} }_{\rm {ext}}+m\tau _{0}{\ddot {\mathbf {v} }}}.
En absence de la force externe, l'équation se résume à
{\displaystyle {\dot {\mathbf {v} }}=\tau _{0}{\ddot {\mathbf {v} }}},
qui admet des solutions du type
{\displaystyle {\dot {\mathbf {v} }}\propto \exp(t/\tau _{0})},
soit une solution auto-accélérée. L'objet créerait ainsi de l'énergie (cinétique) en quantité illimitée par sa propre interaction et son propre champ. Cette solution n'a bien sûr pas de sens en physique, et l'on doit conserver les solutions physiquement cohérentes dues à la force d'Abraham-Lorentz, en imposant diverses conditions aux limites, notamment l'absence de solution auto-accélérée en l'absence de force extérieure ou quand sa valeur tend vers zéro. Dans ces conditions, la seule solution  s'écrit
{\displaystyle {\dot {\mathbf {v} }}=\int _{0}^{\infty }e^{-s}{\frac {{\mathbf {F} _{\rm {ext}}}(t+s\tau _{0})}{m}}\;{\rm {d}}s}.
On vérifie aisément que cette formule est solution de l'équation de départ. La dérivée de l'accélération est alors
{\displaystyle {\ddot {\mathbf {v} }}=\int _{0}^{\infty }e^{-s}{\frac {{\dot {\mathbf {F} }}_{\rm {ext}}(t+s\tau _{0})}{m}}\;{\rm {d}}s},
formule que l'on peut intégrer par parties selon
{\displaystyle {\ddot {\mathbf {v} }}=-{\frac {{\mathbf {F} }_{\rm {ext}}(t)}{m\tau _{0}}}+\int _{0}^{\infty }e^{-s}{\frac {{\mathbf {F} }_{\rm {ext}}(t+s\tau _{0})}{m\tau _{0}}}\;{\rm {d}}s=-{\frac {{\mathbf {F} }_{\rm {ext}}(t)}{m\tau _{0}}}+{\frac {\dot {\mathbf {v} }}{\tau _{0}}}},
ce qui correspond bien à la valeur attendue. Le paradoxe de cette solution est que si l'on considère une force extérieure strictement nulle avant un temps t0 donné, alors l'accélération va, du fait de l'argument de la force dans l'intégrale, commencer à être non nulle à un temps t' donné par 
{\displaystyle t'=t_{0}-\tau _{0}}.
En d'autres termes, l'objet va commencer à être accéléré avant que la force lui soit appliquée !

## La limite de l'électromagnétisme (et de la physique classique): le rayon classique d'une particule
La force d'Abraham-Lorentz est une vraie difficulté pour la mécanique classique. Elle prouve que le concept de particule ponctuelle chargée, qui est l'objet le plus simple que l'on peut définir en électromagnétisme, est fondamentalement déficient. Cette situation a amené les physiciens à définir le concept de « rayon classique » d'une telle particule. En pratique, la seule particule chargée connue au début du XXe siècle étant l'électron, on parle essentiellement de rayon classique de l'électron. Ce rayon fixe l'échelle de distance en dessous de laquelle l'électromagnétisme n'est plus apte à rendre compte des phénomènes conformément à la causalité. Ce rayon classique r0 de l'électron se déduit de la quantité τ0 par la formule élémentaire {\displaystyle r_{0}=c\tau _{0}}, soit, dans le cas de l'électron, 2×10-15 mètre.

## La solution inattendue
Le paragraphe qui précède indique qu'il existe une échelle limite en deçà de laquelle on ne peut ignorer l'existence d'une structure à une particule dite « élémentaire ». Cette situation est a priori insatisfaisante, car si l'on greffe une structure à un objet, celui-ci ne peut plus être considéré comme élémentaire. La solution à ce paradoxe va en réalité venir de la mécanique quantique. Cette science indique en effet qu'il n'est pas possible de mesurer simultanément la position et la vitesse d'une particule. Il s'ensuit qu'il existe une limite à la résolution avec laquelle on peut déterminer la position d'une particule, ce qui de facto donne une limite inférieure à la taille que l'on peut associer à une particule. Cette taille limite est appelée longueur d'onde de Compton, souvent notée λc, et s'écrit en fonction de la constante de Planck réduite ℏ
{\displaystyle \lambda _{\rm {c}}={\frac {\hbar }{mc}}}.
Le rapport entre le rayon classique de l'électron et sa longueur d'onde Compton est alors
{\displaystyle {\frac {r_{0}}{\lambda _{\rm {c}}}}={\frac {mc}{\hbar }}{\frac {2}{3}}{\frac {q^{2}}{4\pi \epsilon _{0}}}{\frac {1}{mc^{2}}}={\frac {2}{3}}{\frac {q^{2}}{4\pi \epsilon _{0}\hbar c}}}.
Le second facteur du dernier membre est la constante de structure fine, dont la valeur numérique est de l'ordre de 1/137. Le rapport du rayon classique à la longueur d'onde Compton est donc de l'ordre de 1/200 : le rayon classique est bien plus petit que la longueur d'onde Compton, c'est-à-dire que l'échelle où la physique classique se trouve en difficulté vis-à-vis de la causalité correspond à une situation où l'on sait que la physique classique n'opère plus. Le paradoxe soulevé plus haut n'en est donc plus un, il ne faisait qu'indiquer que l'on avait exhibé un régime où les lois utilisées n'étaient selon toute vraisemblance plus valables. Par contre, il n'indiquait en aucune manière la façon dont le problème allait être résolu (historiquement, ce n'est pas du fait de ce paradoxe que la mécanique quantique a été découverte).

## Force d'Abraham-Lorentz-Dirac
En 1938, Paul Dirac a renormalisé la masse dans l'équation du mouvement créé par la force d'Abraham–Lorentz : c'est l'équation d'Abraham–Lorentz–Dirac.

### Définition
L'expression obtenue par Dirac se calcule selon la signature (−, +, +, +) par {\displaystyle F_{\mu }^{\mbox{rad}}={\frac {\mu _{o}q^{2}}{6\pi mc}}\left({\frac {d^{2}p_{\mu }}{d\tau ^{2}}}-{\frac {p_{\mu }}{m^{2}c^{2}}}\,\left({\frac {dp_{\nu }}{d\tau }}{\frac {dp^{\nu }}{d\tau }}\right)\right)}
En utilisant la généralisation relativiste de Liénard appliquée à la formule de Larmor dans un référentiel qui se déplace avec l'objet (c'est-à-dire que l'objet est considéré comme immobile dans ce référentiel) :
{\displaystyle P={\frac {\mu _{o}q^{2}a^{2}\gamma ^{6}}{6\pi c}}},
on peut démontrer que c'est une force valide en manipulant l'équation du temps moyen pour une puissance :
{\displaystyle {\frac {1}{\Delta t}}\int _{0}^{t}Pdt={\frac {1}{\Delta t}}\int _{0}^{t}{\textbf {F}}\cdot {\textbf {v}}dt}

### Paradoxes
Comme dans les cas non relativistes, l'équation d'Abraham–Lorentz-Dirac mène à des solutions aberrantes qui anticipe un changement dans la force externe et qui semble permettre l'accélération de la particule avant l'application de la force, ce sont des solutions dites de « préaccélération. Quelques scientifiques ont proposé des solutions à ce paradoxe, tel Yaghjian , Rohrlich et Medina.